# 關子嶺風景區
關子嶺風景區（英文：Guanziling Scenic Area）屬於西拉雅國家風景區轄下的地方風景區，位於臺南市白河區東側，四周有枕頭山、虎頭山、大凍山、雞籠山等群峰環抱。風景區中最負盛名的關子嶺溫泉，除了在日治時期即與四重溪溫泉、北投溫泉、陽明山溫泉並列臺灣四大溫泉，更為全台唯一的泥漿溫泉，非常特殊珍貴。除此之外，別具特色的旅遊景點與山中景致也讓關子嶺地區獲得南瀛八景十勝中「關嶺覽勝」的稱號，並成為熱門的旅遊勝地。

## 名稱由來
在臺灣話中，「高」（白話字：kôan）音近「關」（koan），「關仔嶺」（kôan-a-niá）據傳為「高嶺」之訛變。

## 簡史
1899年，因討伐抗日份子而駐紮於關子嶺的日軍官兵無意間發現溫泉，且水質與療效佳，使關子嶺地區開始朝溫泉聚落發展。
1913年，臺灣總督府研究所技師早川政太郎及技正佐伯正的調查報告中指出，關子嶺溫泉還有稀有金屬鐳，因此造成轟動。同年嘉義廳設特等、上等、普通（專供痲瘋病患者泡洗）三個等級的公共浴場，此後關子嶺溫泉因具有治百病的療效與風景優美等說法，而有「天下第一靈泉」的美名。
1914年，開拓關子嶺公路，亦動員開鑿麒麟隧道，交通方便使來者日益增加，成為一處將士及日本達官顯貴休憩的場所，許多招待所也隨之落成，如最有名的「聽水庵」（現已拆除），是當時總督佐久間佐馬太所築，做為招待官員的貴賓館。
1916年，台灣總督府出版杉山靖憲主筆之《臺灣名勝舊蹟志》，其中將關子嶺溫泉與四重溪溫泉、北投溫泉、陽明山溫泉並列，即後人所稱之「臺灣四大溫泉」。
1945年，因日本戰敗離開，舊有日本公私經營的旅社由政府或民間接管，此時各私人溫泉旅社仍持續開設。
1960年，隨著許多新興旅遊區出現，關子嶺大環境在缺乏規劃下逐漸沒落，因此台南縣政府開始持續推動關子嶺回春計畫。
1993年，關子嶺周邊道路進行整建拓寬，並將紅葉隧道開通，使新的市道175線取代原二截彎路段，並且形成了以市道172、市道175及市道172乙所組成的環山觀光道路，今日風景區的樣貌大略成形。
1996年，由經濟部商業司輔導推動，而成立「關子嶺形象商圈」，整合了溫泉、山水、物產、人文等特色擴大行銷。
1997年，由台南縣觀光協會辦理的台南縣新南瀛八景十勝票選，關子嶺因而名列其中，並定名為勝景之中的「關嶺覽勝」。
2001年，國道3號白河交流道通車，使關子嶺地區的交通更加便利，加速遊客的往來。
2003年，台南縣政府開辦關子嶺溫泉音樂節。
2004年，11月於關子嶺舉行第57屆世界溫泉大會，共有63國參加。
2005年，西拉雅國家風景區管理處於11月26日正式成立，關子嶺風景區劃入其中，並列為重點輔導。
2012年，台南市政府協助溫泉區29家業者取得溫泉標章。
2021年，為推動西拉雅區域觀光，「大西拉雅觀光圈聯盟」於1月成立，其原預訂名稱為「大關子嶺觀光圈」，以關子嶺地區為中心向外延伸，包含：南寮、白河、東山、後壁、官田、鹽水等區域，並向北擴展至嘉義中埔及大埔地區，後因應觀光圈地方說明會各區域業者響應，將聯盟名稱更名。希望能藉由西拉雅為名，打破區域概念，串聯地方產業、商圈與協會，進而產生異業結盟。

## 區內景點
關子嶺風景區景點主要環繞枕頭山一周，分為市道175（關子嶺溫泉區）與市道172乙兩條路線。

### 市道175沿線景點
- 關子嶺溫泉區：溫泉區沿著柚子頭溪順勢而上，是整個風景區的精華地帶，除了有日治時期所建的「關子嶺大旅社」與「靜樂館」等老店，近年來各式大小湯屋、溫泉飯店沿著市道175線紛紛出現，加上沿途林立的甕窯雞餐廳，而熱鬧非凡，也有規模較大之溫泉飯店，如統茂旅館集團於此經營的「關子嶺統茂溫泉會館」。
- 關子嶺溫泉公園：位於溫泉區的入口處，由寶泉橋連接，可以看到關子嶺溫泉的寶泉露頭。
- 紅葉公園：可由嶺一旅社旁的入口拾階而上，或由關子嶺教會旁的聯外道路進入，公園中種植許多變葉植物，至秋冬季即會轉變為紅色，故因此得名[7]，此外，公園中的蝶類生態亦非常豐富。
- 關子嶺溫泉老街：入口處的木橋名為「閑雲橋」，已有百年的歷史，老街為整個關子嶺最早開發的區域，在日治時期稱為「溫泉大路」，當時熱鬧繁華的程度甚至可以媲美九份。
- 關子嶺天梯：臺南縣政府為解決遊客穿越市道175線所造成的危險，而興建一座跨越上方的空中廊道與舊好漢坡中段銜接，名為天梯，高約6層樓，成為附近明顯的地標，並可欣賞溫泉區的景色。
- 新、舊好漢坡：新好漢坡由臺南市政府所建，以溫泉公園做為起點。而舊好漢坡則由日本人所設，做為訓練於關子嶺療養的士兵體能之用，原共有300階，但因市道175線拓寬僅剩約243階，其終點在嶺頂公園。
- 火王爺廟：日本人因溫泉的開發，自日本請來不動明王來此坐鎮，當地則多以火王爺稱之，為關子嶺地區的地方信仰。
- 關子嶺靈泉露頭：位於火王爺廟下方，為溫泉的另一露頭，目前有修復早期的溫泉出水口，但溫泉已改由下方流出。
- 嶺頂公園：是溫泉區的較高處，公園入口設計為吳晉淮音樂廣場，並以他所譜曲的「關仔嶺之戀」做成許多地景藝術，以紀念已逝的在地音樂家－吳晉淮先生。公園中也有種植許多桂花形成的桂花巷，當開花之時便芬芳四溢。也是舊關子嶺神社（今日的大成殿）的所在處，可以看到舊神社的鳥居與石階等，西拉雅國家風景區在內部設有嶺頂資訊站，提供遊客旅遊資訊並保存許多老照片供人追憶。[8]

### 市道172乙沿線景點
- 白河大仙寺: 位於枕頭山的山腳，俗稱舊巖，與火山碧雲寺合稱為南瀛八大景之「關嶺雲巖」，為臺南市直轄市定古蹟，殿宇建築承襲中國佛寺建築的傳統。
- 火山碧雲寺：位於枕頭山半山腰，俗稱新巖，與白河大仙寺合稱為南瀛八大景之「關嶺雲巖」，為臺南市直轄市定古蹟，殿宇沿山勢而建，且因位置視野良好，可於此眺望嘉南平原的風光與夜景。
- 水火同源：為關子嶺的重要景點，因天然氣形成的火焰與岩壁冒出的泉水造就「水中有火，火中有水」的特殊景觀，被視為臺南市的觀光櫥窗，聞名遐邇。[9]
- 枕頭山觀景台：地點在枕頭山山頂的廣播電視塔旁，可居高臨下遠眺嘉南平原的景色，最遠甚至可看到臺灣海峽。（須由雲萊山莊旁的道路上去）

## 特色活動
- 關子嶺溫泉美食節：目前舉辦已有16年，時間大約為每年的9月中至10月，在地的業者都將共襄盛舉，可說是關子嶺一年中最盛大的慶典。活動的開幕將由火王爺夜祭率先登場，火王爺夜祭是關子嶺的重要祭典，於晚間自寶泉橋巡行至嶺頂公園，中途於火王爺廟前表演，遊行隊伍除有官方製做的大型花燈，也有由溫泉區各大業者製做花燈拉車，還有祈福角燈、小火王爺祭典燈等等隊伍穿插其中，並加入多組表演團體及民眾共同參與，搭配壯闊的音樂與么喝的聲浪。活動期間為了營造出與白天不同的樣貌，將會於溫泉區中的各景點裝置光影藝術燈飾並打上多彩的燈光，而活動期間，每逢週休二日，統茂溫泉會館旁將會舉行假日溫泉市集，並會依據各主題週進行不同主軸的現場體驗活動，此外，特定的週六晚間還會有不同主題的活動及演出輪番登場。藉著此活動推廣並吸引遊客前來泡湯。[10]

## 交通資訊

### 自行開車
- 國道1號→新營交流道→沿市道172線→右轉市道172乙（往水火同源）或右轉紅葉隧道（往溫泉區）即可抵達。
- 國道3號→白河交流道→沿市道172線→右轉市道172乙（往水火同源）或右轉紅葉隧道（往溫泉區）即可抵達。[11]

### 大眾運輸
- 大台南公車

| 編號   | 客運業者 | 路線                                   |
| ------ | -------- | -------------------------------------- |
| 33     | 新營客運 | 高鐵嘉義站－後壁火車站－白河站－關子嶺 |
| 黃12   | 新營客運 | 白河站－關子嶺                         |
| 黃12-2 | 新營客運 | 關子嶺－火山碧雲寺－關子嶺             |
| 黃13   | 新營客運 | 白河國中／白河站－關子嶺－南寮／仙公廟 |

- 嘉義客運：7214 嘉義－內角－白河－關子嶺